# Заворотнюк Дмитро Миколайович
Дмитро́ Микола́йович Заворотню́к — підполковник Збройних сил України,  учасник російсько-української війни.

## Життєпис
Народився 19 лютого . 
Станом на липень 2014 року — керівник штабу 17-го батальйону територіальної оборони . 
З 2022 командир 101 ОБрТрО . 
Брав участь в битві за Бахмут 

## Нагороди
29 вересня 2014 року — за особисту мужність і героїзм, виявлені у захисті державного суверенітету та територіальної цілісності України, вірність військовій присязі під час російсько-української війни, відзначений — нагороджений орденом «За мужність» III ступеня.